# 2-ethylhexanoát draselný
2-ethylhexanoát draselný (také nazývaný iso-oktanoát draselný) je organická sloučenina, draselná sůl kyseliny 2-ethylhexanové, používaná na přeměnu 'terc-butylamonné soli kyseliny klavulanové na draselnou sůl.[zdroj?] Také má využití jako katalyzátor při výrobě polyuretanů.